# Finale della UEFA Europa League 2013-2014
La finale della 5ª edizione dell'Europa League si è disputata il 14 maggio 2014 allo Juventus Stadium di Torino, in Italia, tra gli spagnoli del Siviglia e i portoghesi del Benfica.
L'incontro, arbitrato dal tedesco Felix Brych, ha visto la vittoria degli spagnoli, che si sono imposti ai tiri di rigore per 4-2 sui portoghesi dopo che i tempi supplementari si erano conclusi sul risultato di 0-0, conquistando il trofeo per la terza volta complessiva. Il Siviglia ha quindi ottenuto il diritto di affrontare i vincitori della UEFA Champions League 2013-2014, i connazionali del Real Madrid, nella Supercoppa UEFA 2014.

## Le squadre
| Squadre  | Partecipazioni precedenti (il grassetto indica la vittoria) |
| -------- | ----------------------------------------------------------- |
| Siviglia | 2 (2006, 2007)                                              |
| Benfica  | 2 (1983, 2013)                                              |

## Antefatti
La finale del 2014 è il terzo incontro in competizioni UEFA tra Siviglia e Benfica, dopo i due precedenti nel primo turno della Coppa dei Campioni 1957-1958. Per gli spagnoli si tratta della terza presenza nell'atto conclusivo della competizione, dopo quelli vinti nel 2006 e 2007, mentre per l'allenatore Unai Emery è la prima apparizione in assoluto. Anche per i portoghesi si tratta della terza finale in tale torneo, dopo quelle perse nel 1983 e 2013, invece per il tecnico Jorge Jesus è la seconda consecutiva alla guida della formazione lusitana.

## Sede
La partita si è giocata allo Juventus Stadium di Torino, che ha ospitato la finale di UEFA Europa League per la prima volta. Prendendo in considerazione tutte le maggiori manifestazioni confederali, si tratta della nona finale europea in gara unica a svolgersi in Italia, dopo le otto precedenti di Coppa dei Campioni/UEFA Champions League (1965, 1970, 1977, 1984, 1991, 1996, 2001 e 2009).

## Il cammino verso la finale

### Siviglia
Il Siviglia di Unai Emery inizia il proprio cammino dalle fasi di qualificazione, dove supera dapprima i montenegrini del Mladost Podgorica nel terzo turno preliminare con un risultato complessivo di 9-1 tra andata, vinta per 3-0 in casa, e ritorno, trionfo per 6-1 in trasferta, e poi i polacchi dello Śląsk Breslavia nei play-off col medesimo aggregato totale, determinato dal successo per 4-1 in Spagna e da quello per 5-0 in Polonia, centrando dunque l'accesso alla fase a gironi della competizione.
Gli spagnoli vengono poi inseriti nel gruppo H con i tedeschi del Friburgo, i portoghesi dell'Estoril Praia e i cechi dello Slovan Liberec. Nell'incontro d'esordio, gli andalusi battono per 2-1 in trasferta l'Estoril Praia, prima di imporsi anche in casa sul Friburgo per 2-0; nella doppia sfida contro lo Slovan Liberec arrivano invece due pareggi, entrambi per 1-1. Il girone si chiude con un altro pari interno per 1-1 contro i portoghesi ed una vittoria esterna per 2-0 ai danni dei tedeschi, che sanciscono il primo posto in classifica con 12 punti conquistati, derivanti appunto da tre successi e tre pareggi.
Nei sedicesimi di finale, il Siviglia viene sorteggiato con gli sloveni del Maribor, eliminandoli con un risultato complessivo di 4-3 tra andata, pareggiata per 2-2 in trasferta, e ritorno, vinto per 2-1 in casa. Agli ottavi di finale, gli spagnoli incontrano i rivali concittadini del Betis, superati ai tiri di rigore per 4-3 dopo che il doppio confronto si era concluso sull'aggregato totale di 2-2, determinato dalla sconfitta per 2-0 allo stadio Ramón Sánchez Pizjuán e dal trionfo col medesimo punteggio allo stadio Benito Villamarín. Ai quarti di finale, gli andalusi pescano i portoghesi del Porto, battendoli con un computo globale di 4-2 nella doppia sfida, generato dalla sconfitta esterna per 1-0 e dalla vittoria interna per 4-1. Nelle semifinali, i Rojiblancos affrontano i connazionali del Valencia, avendo la meglio grazie alla regola dei gol in trasferta sul risultato complessivo di 3-3 nel doppio incrocio, imponendosi per 2-0 a Siviglia nella gara d'andata e perdendo in modo ininfluente per 3-1 in quella di ritorno nella città valenciana, dove una rete in extremis di Stéphane M'Bia consente al club iberico di raggiungere la sua terza finale in tale competizione, a sette anni di distanza dall'ultima disputata.

### Benfica
Il Benfica di Jorge Jesus, finalista della precedente edizione, è invece inserito nel gruppo C di Champions League con i francesi del Paris Saint-Germain, i greci dell'Olympiakos e i belgi dell'Anderlecht. Nella partita di debutto, i portoghesi battono per 2-0 in casa l'Anderlecht, prima di essere sconfitti per 3-0 in trasferta dal Paris Saint-Germain; nella doppia sfida contro l'Olympiakos arrivano un pareggio interno per 1-1 ed una battuta d'arresto esterna per 1-0. Il girone si completa con due vittorie, quella in trasferta per 3-2 ai danni dei belgi e quella casalinga per 2-1 sui francesi, che sanciscono tuttavia il terzo posto in classifica con 10 punti conquistati, a pari merito con i greci, ma con una differenza reti sfavorevole, la quale costringe appunto i lusitani al ripescaggio in Europa League.
Nei sedicesimi di finale, il Benfica viene abbinato contro i greci del PAOK, battuti con un risultato complessivo di 4-0 tra andata, vinta per 1-0 in trasferta, e ritorno, trionfo per 3-0 in casa. Agli ottavi di finale, i portoghesi incontrano gli inglesi del Tottenham, eliminandoli con un aggregato totale di 5-3 nel doppio confronto, determinato dal successo esterno per 3-1 e dal pareggio interno per 2-2. Ai quarti di finale, i lusitani pescano gli olandesi dell'AZ Alkmaar, superandoli con un computo globale di 3-0 nella doppia sfida, generato dal trionfo per 1-0 all'AFAS Stadion e da quello per 2-0 allo stadio da Luz. Nelle semifinali, Le Aquile affrontano gli italiani della Juventus, avendo la meglio con un risultato complessivo di 2-1 nel doppio incrocio, vincendo per 2-1 a Lisbona nella gara d'andata (decidono le reti di Ezequiel Garay e Rodrigo Lima) e pareggiando per 0-0 in quella di ritorno a Torino. Per il club iberico si tratta della seconda finale consecutiva in tale manifestazione, nonché della terza complessiva.
Note: In ogni risultato sottostante, il punteggio della finalista è menzionato per primo. (C: Casa; T: Trasferta)
| Squadra        | Pt | G |
| -------------- | -- | - |
| Siviglia       | 12 | 6 |
| Slovan Liberec | 9  | 6 |
| Friburgo       | 6  | 6 |
| Estoril Praia  | 3  | 6 |

| Squadra             | Pt | G |
| ------------------- | -- | - |
| Paris Saint-Germain | 13 | 6 |
| Olympiacos          | 10 | 6 |
| Benfica             | 10 | 6 |
| Anderlecht          | 1  | 6 |

## Contesto
Allo Juventus Stadium di Torino va in scena la finale tra il Siviglia e il Benfica, quest'ultimo giunto nuovamente all'atto conclusivo della competizione dopo la sconfitta nell'edizione precedente. L'allenatore degli spagnoli, Unai Emery, schiera la squadra con il 4-2-3-1: davanti al portiere Beto, i terzini sono Coke e Moreno, mentre al centro agisce la coppia di difensori formata da Fazio e Pareja. A centrocampo, M'Bia è affiancato da Carriço, mentre in fase offensiva, il capitano Rakitić, Reyes e Vitolo sono i trequartisti alle spalle dell'unica punta Bacca. Il tecnico dei portoghesi, Jorge Jesus, sceglie invece lo schieramento con il 4-3-3: dinanzi al portiere Oblak, la retroguardia è composta da Pereira e Siqueira come terzini e dal capitano Luisão e Garay come difensori centrali. In mediana, Gomes è il perno davanti alla difesa, con ai suoi lati Amorim e Gaitán, mentre in attacco vi è il tridente formato da Rodrigo, Sulejmani e Lima.

## La partita

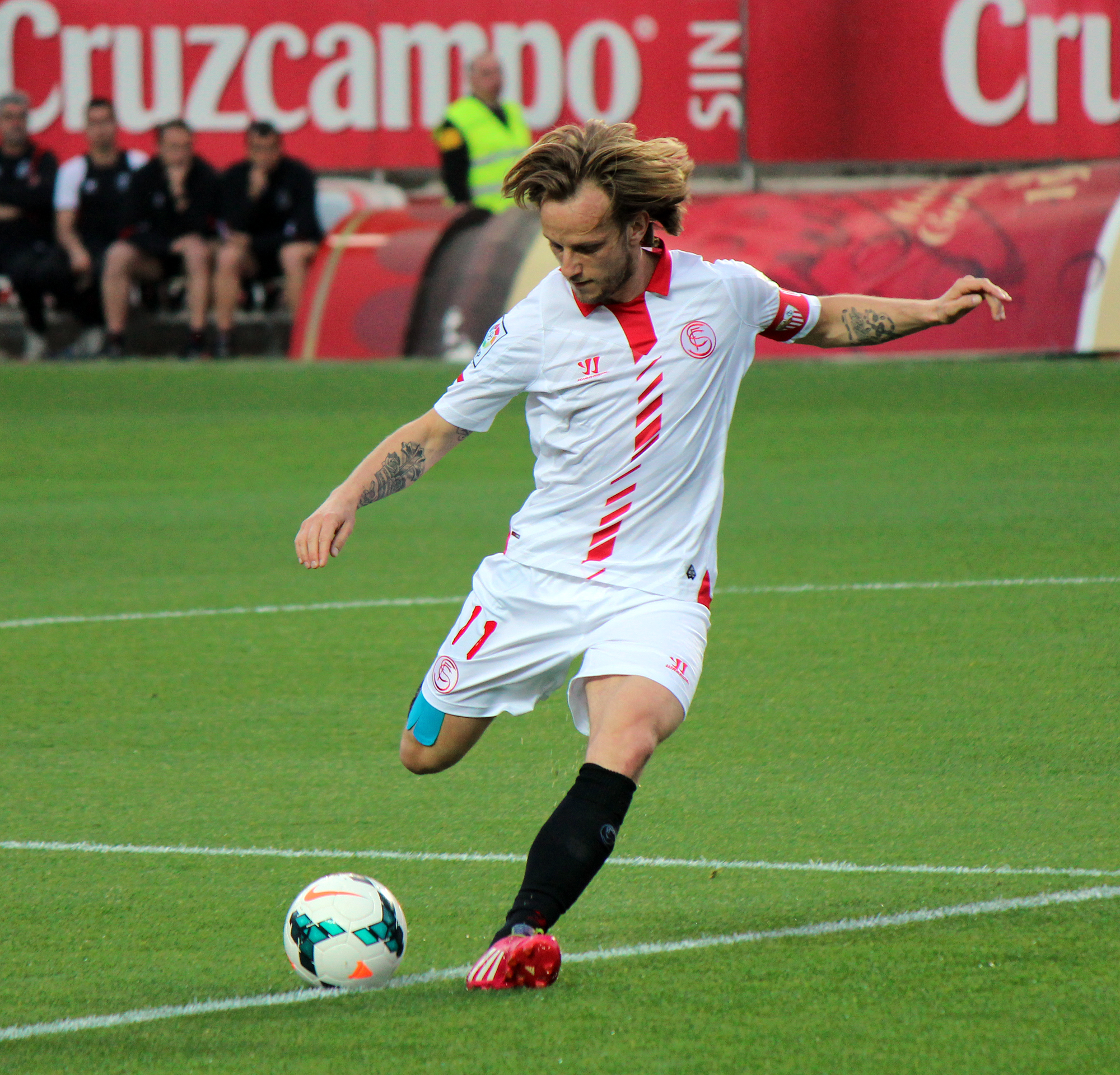
Ivan Rakitić, premiato come MVP della finale.

In un primo tempo giocato su ritmi elevati, è il Benfica a creare i maggiori pericoli con Lima, anticipato in uscita dal portiere Beto, e Garay, il cui colpo di testa, avvenuto sugli sviluppi di una punizione battuta da Gaitán, viene anch'esso sventato dall'estremo difensore portoghese. Alla mezz'ora, sfruttando il cambio obbligato dell'attaccante Sulejmani per infortunio, cui subentra il centrocampista Almeida, il Siviglia esercita più pressione sugli avversari e perviene al tiro dal limite con Moreno, che viene tuttavia neutralizzato da un attento Oblak. I lusitani non si scompongono e vanno vicini al vantaggio prima con un pallonetto di Pereira e poi con una bordata dalla distanza di Rodrigo, ma in entrambi i casi Beto respinge prontamente, andando così a chiudere la prima frazione di gioco a reti inviolate.
In avvio di ripresa, il Benfica sfiora nuovamente il gol con Lima, il quale dribbla Beto in uscita e conclude a porta sguarnita, trovando però il salvataggio sulla linea del difensore Pareja, che con un incredibile riflesso tiene il risultato in totale equilibrio. Dopo due ulteriori tentativi di marca portoghese, il Siviglia risponde con Reyes che, servito in verticale da Rakitić, conclude a fil di palo. Qualche istante dopo, lo stesso trequartista spagnolo, pescato in area da Coke, calcia indisturbato verso Oblak, il quale compie una fantastica parata in due tempi. Negli ultimi minuti, i lusitani cercano la rete della vittoria, ma sia la conclusione da fuori di Lima, sia il colpo di testa di Garay, non inquadrano lo specchio della porta, prolungando dunque il confronto ai tempi supplementari.
Nel corso dei due tempi addizionali, il Benfica prova ad avvalersi di una punizione di Lima, che però non impensierisce Beto, mentre il Siviglia ha due clamorose occasioni per passare avanti, ma sia Bacca che il subentrante Gameiro non riescono a centrare la rete, lasciando le due squadre inchiodate sul risultato di 0-0 e rendendo quindi necessaria la disputa dei tiri di rigore per la prima volta dopo sette anni per decretare il definitivo vincitore.
Alla lotteria dal dischetto, sia Lima che Bacca realizzano i loro rispettivi rigori, mentre nella seconda coppia di tiri, Cardozo si fa parare il proprio tentativo da Beto, al contrario di M'Bia, che invece spiazza Oblak. Dopo che Beto neutralizza anche il successivo penalty di Rodrigo, gli spagnoli si portano sul doppio vantaggio grazie alla trasformazione dagli undici metri di Coke. Nell'ultima coppia, Luisão mantiene i nervi saldi e supera Beto per tenere vive le speranze dei portoghesi, ma è poi Gameiro a freddare Oblak e a mettere la parola fine alla serie di rigori sul punteggio di 4-2 a favore del Siviglia, che legittima la conquista della sua terza Europa League in altrettante finali giocate, raggiungendo l'Inter, la Juventus e il Liverpool in cima all'albo d'oro delle vittorie in tale competizione. Per il Benfica si tratta invece della terza finale persa complessivamente (record negativo per quanto riguarda la manifestazione), oltre che della seconda consecutiva.

## Tabellino
| Arbitro: | Felix Brych |

|                                         |                      |                             |
| Bacca Stéphane M'Bia Coke Kevin Gameiro | Tiri di rigore 4 – 2 | Lima Cardozo Rodrigo Luisão |

| Siviglia | Benfica |

| GK          | 13 | Beto               |     |      |      |
| RB          | 23 | Coke               | 98’ |      |      |
| CB          | 21 | Nicolás Pareja     |     |      |      |
| CB          | 2  | Federico Fazio     | 11’ |      |      |
| LB          | 16 | Alberto Moreno     | 13’ |      |      |
| DM          | 40 | Stéphane M'Bia     |     |      |      |
| DM          | 6  | Daniel Carriço     |     |      |      |
| CM          | 11 | Ivan Rakitić       |     |      |      |
| RW          | 19 | José Antonio Reyes |     | 78’  |      |
| LW          | 20 | Vitolo             |     | 110’ |      |
| CF          | 9  | Carlos Bacca       |     |      |      |
| Sostituti:  |    |                    |     |      |      |
| GK          | 1  | Javi Varas         |     |      |      |
| DF          | 3  | Fernando Navarro   |     |      |      |
| DF          | 5  | Diogo Figueiras    |     | 110’ |      |
| MF          | 7  | Marko Marin        |     | 78’  | 104’ |
| MF          | 12 | Vicente Iborra     |     |      |      |
| MF          | 15 | Piotr Trochowski   |     |      |      |
| FW          | 18 | Kevin Gameiro      |     | 104’ |      |
| Allenatore: |    |                    |     |      |      |
| Unai Emery  |    |                    |     |      |      |

| GK          | 41 | Jan Oblak          |      |      |
| RB          | 14 | Maxi Pereira       |      |      |
| CB          | 4  | Luisão             |      |      |
| CB          | 24 | Ezequiel Garay     |      |      |
| LB          | 16 | Guilherme Siqueira | 30’  | 99’  |
| RM          | 6  | Rúben Amorim       |      |      |
| CM          | 30 | André Gomes        |      |      |
| LW          | 20 | Nicolás Gaitán     |      | 119’ |
| RF          | 8  | Miralem Sulejmani  |      | 25’  |
| CF          | 11 | Lima               |      |      |
| LF          | 19 | Rodrigo            |      |      |
| Sostituti:  |    |                    |      |      |
| GK          | 1  | Artur              |      |      |
| DF          | 3  | Steven Vitória     |      |      |
| DF          | 33 | Jardel             |      |      |
| MF          | 23 | Filip Đuričić      |      |      |
| MF          | 34 | André Almeida      | 110’ | 25’  |
| MF          | 17 | Óscar Cardozo      |      | 99’  |
| FW          | 90 | Ivan Cavaleiro     |      | 119’ |
| Allenatore: |    |                    |      |      |
| Jorge Jesus |    |                    |      |      |

## Statistiche
Primo tempo
|                | Siviglia | Benfica |
| -------------- | -------- | ------- |
| Gol segnati    | 0        | 0       |
| Tiri totali    | 4        | 6       |
| Tiri in porta  | 3        | 4       |
| Possesso palla | 53%      | 47%     |
| Angoli         | 2        | 2       |
| Falli commessi | 11       | 12      |
| Fuorigioco     | 2        | 0       |
| Ammonizioni    | 2        | 1       |
| Espulsioni     | 0        | 0       |

Secondo tempo
|                | Siviglia | Benfica |
| -------------- | -------- | ------- |
| Gol segnati    | 0        | 0       |
| Tiri totali    | 4        | 12      |
| Tiri in porta  | 3        | 10      |
| Possesso palla | 53%      | 47%     |
| Angoli         | 2        | 5       |
| Falli commessi | 6        | 8       |
| Fuorigioco     | 0        | 1       |
| Ammonizioni    | 0        | 0       |
| Espulsioni     | 0        | 0       |

Supplementari
|                | Siviglia | Benfica |
| -------------- | -------- | ------- |
| Gol segnati    | 0        | 0       |
| Tiri totali    | 3        | 3       |
| Tiri in porta  | 1        | 1       |
| Possesso palla | 44%      | 56%     |
| Angoli         | 0        | 0       |
| Falli commessi | 4        | 5       |
| Fuorigioco     | 3        | 0       |
| Ammonizioni    | 1        | 1       |
| Espulsioni     | 0        | 0       |

Totale
|                | Siviglia | Benfica |
| -------------- | -------- | ------- |
| Gol segnati    | 0        | 0       |
| Tiri totali    | 11       | 21      |
| Tiri in porta  | 7        | 15      |
| Possesso palla | 51%      | 49%     |
| Angoli         | 4        | 7       |
| Falli commessi | 21       | 25      |
| Fuorigioco     | 5        | 1       |
| Ammonizioni    | 3        | 2       |
| Espulsioni     | 0        | 0       |